# Коростов
Коростов (укр. Коростів) — село в Сколевской городской общине Стрыйского района Львовской области Украины.
Население по переписи 2001 года составляло 933 человека. Занимает площадь 1,28 км². Почтовый индекс — 82630. Телефонный код — 3251.